# Brigitte Macron
Brigitte Marie-Claude Macron (nacida Brigitte Marie-Claude Trogneux; Amiens, Francia, 13 de abril de 1953) es una ex profesora de secundaria francesa, actual primera dama de Francia y coprincesa consorte de Andorra, esposa del presidente Emmanuel Macron. Hasta 2015, Brigitte Macron enseñaba literatura en el instituto privado católico y jesuita Saint-Louis-de-Gonzague de París, instituto reputado por sus buenos resultados académicos.

## Primeros años y educación

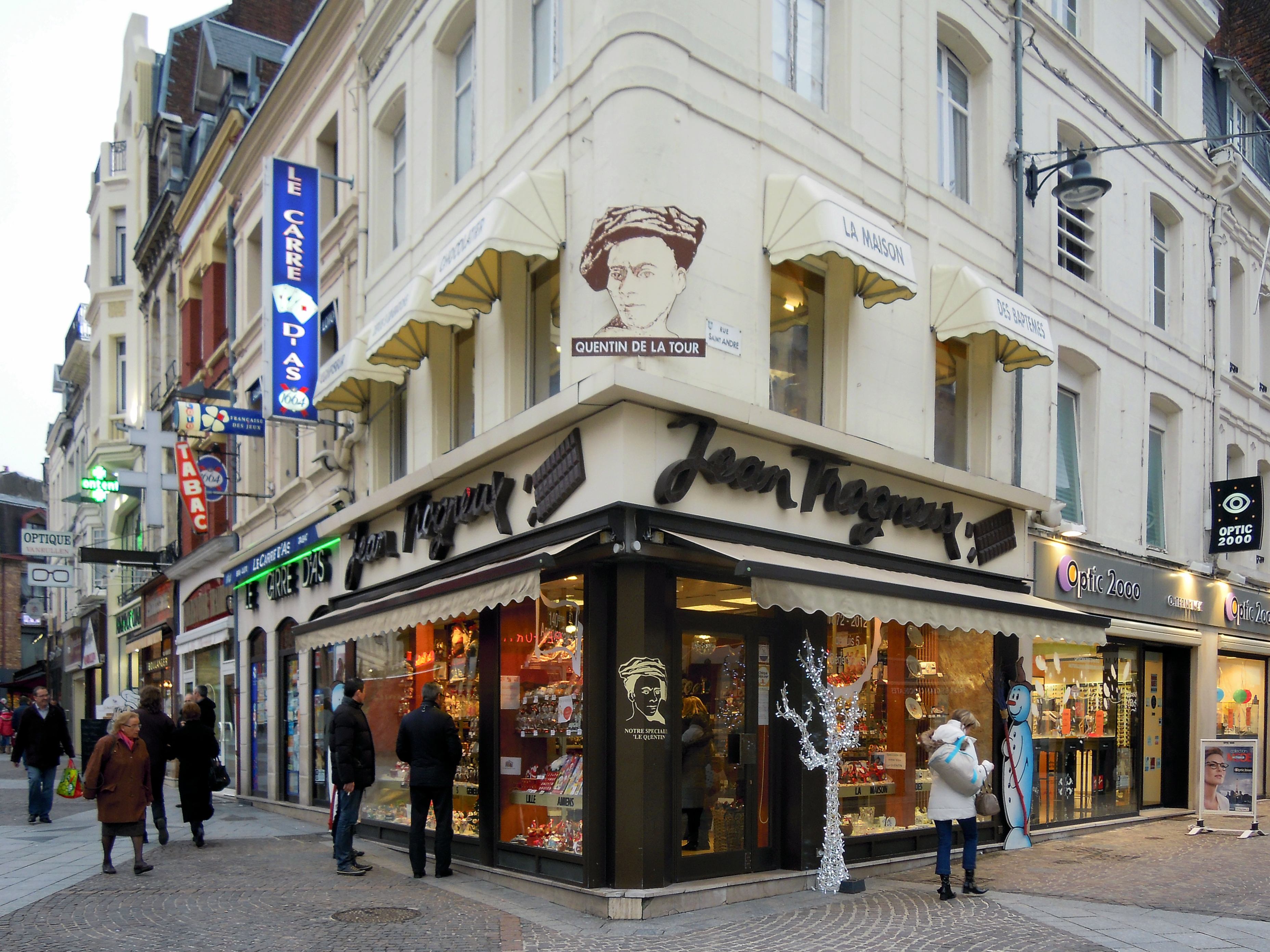
Chocolatería Jean Trogneux en San Quintín, en 2012.

Brigitte Macron, de soltera Brigitte Marie-Claude Trogneux, nació en Amiens, Francia. Sus padres fueron Simone Pujol (1910–1998) y Jean Trogneux (1909–1994), los dueños de la chocolatería que estuvo en manos de la familia por cinco generaciones, fundada en 1872 en Amiens. La empresa, actualmente conocida como Jean Trogneux, es administrada actualmente por su sobrino, Jean-Alexandre Trogneux. Fue la menor de seis hermanos.

## Carrera
Brigitte Trogneux comenzó a enseñar literatura en el Collège Lucie-Berger en Estrasburgo durante la década de 1980. En los años 1990, enseñó francés y latín en el Lycée la Providence, un colegio jesuita en Amiens. En aquella última institución conoció a Emmanuel Macron. Él asistía a las clases de literatura que ella dictaba y además estaba a cargo de las clases de teatro donde Macron participaba. Su relación no fue vista como típica por los medios, ya que ella es 24 años mayor, por ello Macron describió su relación como «un amor a veces clandestino, escondido, incomprensible para muchos hasta que nos conocen».

## Política
Brigitte Auzière se postuló para el consejo municipal de Truchtersheim en 1989, aunque no lo consiguió. Fue la única vez que se presentó para un cargo político.
Brigitte Macron tuvo un rol activo en la campaña de su marido; incluso uno de sus asesores declaró «su presencia es esencial para él». Macron, al ganar las elecciones presidenciales, declaró que «tendrá el rol que siempre tuvo junto a mí, no estará escondida».

## Vida privada
El 22 de junio de 1974 se casó con el banquero André-Louis Auzière (1951-2019), con quien tuvo tres hijos: Sébastien Auzière (n. 1975), ingeniero; Laurence Auzière-Jourdan (n. 1977), cardióloga; y Tiphaine Auzière (n. 1984), abogada. Residieron en Truchtersheim hasta 1991, cuando se mudaron a Amiens. Se separaron en 1994, se divorciaron en 2006 y en 2007 ella se casó con su exalumno Emmanuel Macron, con el que había mantenido una relación íntima cuando era su profesora con 40 años de edad, siendo él menor de edad con solo 15 o 16 años.
En diciembre de 2021, Brigitte Macron negó la teoría de que ella era una transexual llamada Jean-Michel Trogneux que se convirtió en Brigitte Trogneux, luego Brigitte Macron. Amenazó con tomar acciones legales contra aquellos que intentaran defender la teoría.